# Panorama Mesdag
Panorama Mesdag ist ein Museum und der Name eines Kunstwerks in Den Haag in den Niederlanden. Das zylinderförmige Gemälde ist etwa 14 Meter hoch und hat einen Umfang von 120 Metern, es zeigt eine Aussicht auf Strand und Nordsee bei Scheveningen an der Haager Küste. Es wurde 1881 von Hendrik Willem Mesdag gemalt.
Der Besucher betritt den runden Panorama-Saal über eine Treppe von der Mitte her und kann von einem Rundgang aus das beleuchtete Gemälde betrachten. In der Nähe befindet sich eine Sammlung mit Werken von Mesdag, der der Haager Schule angehört hatte.

## Ansichten

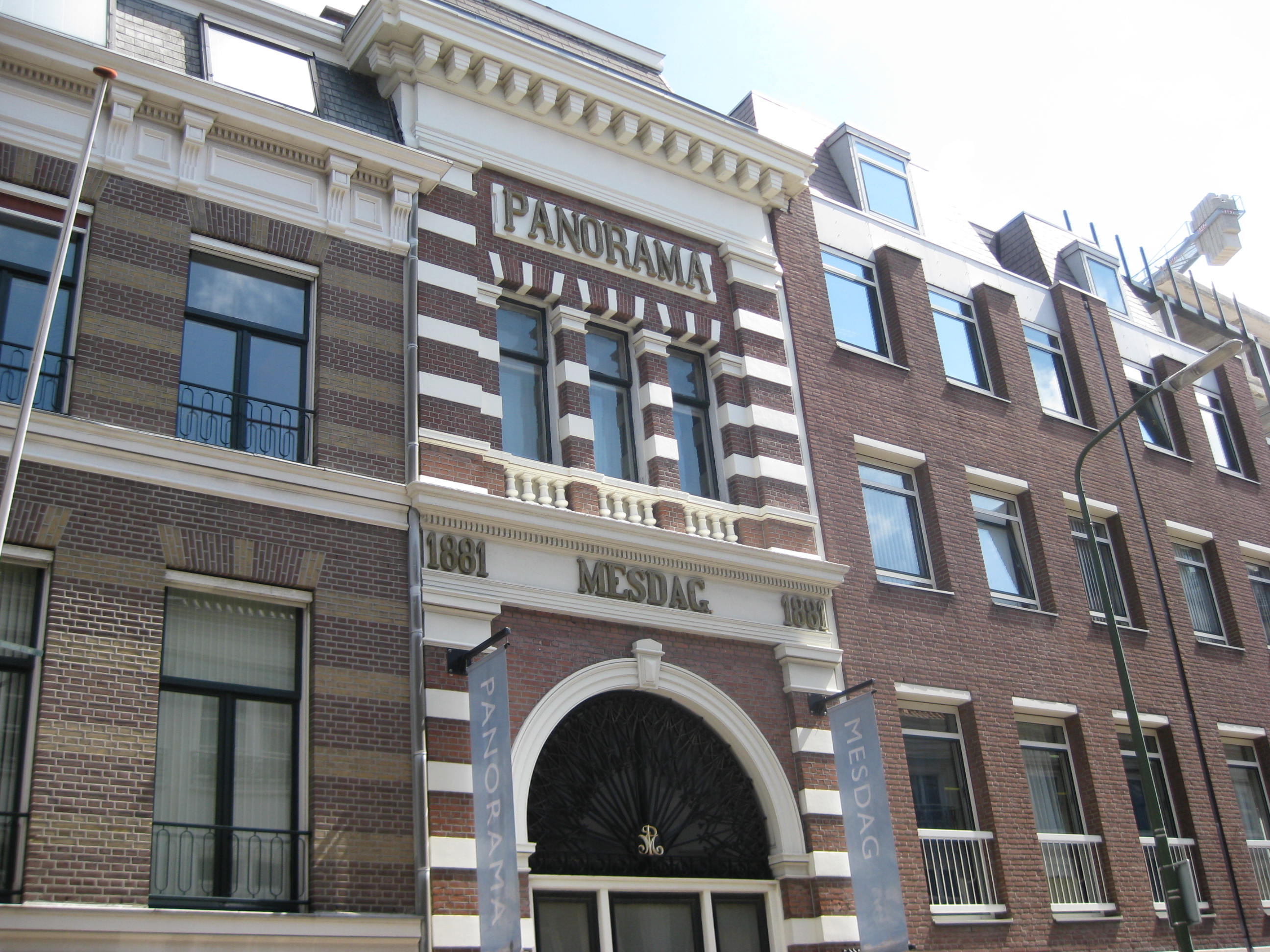
Eingang
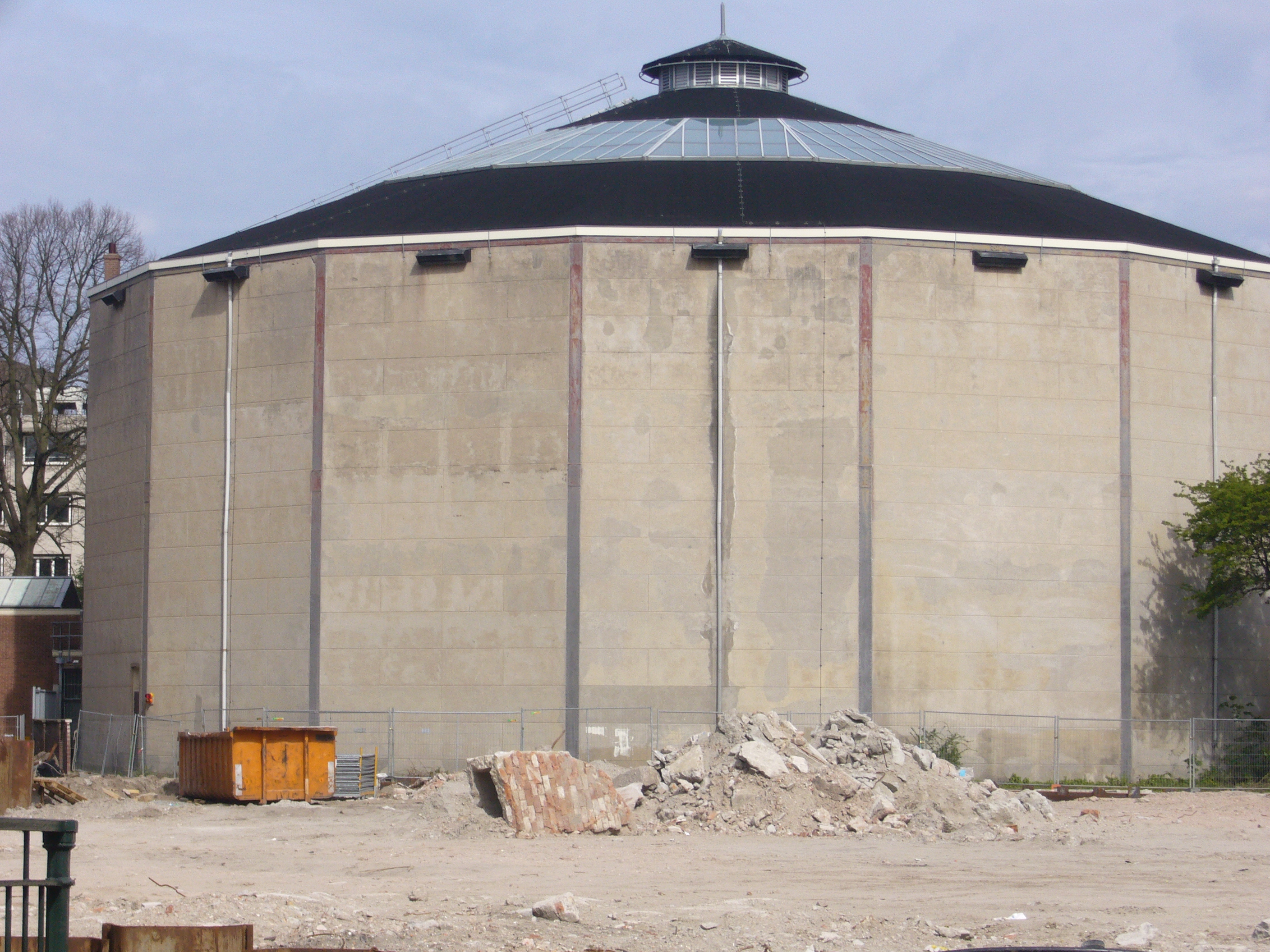
Von außen
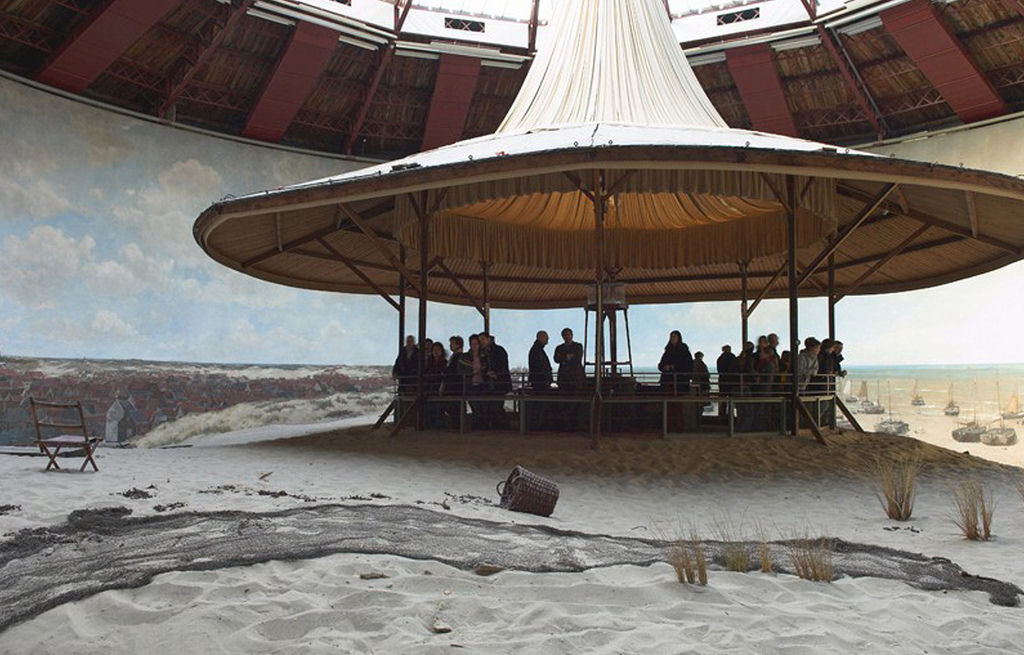
Von innen
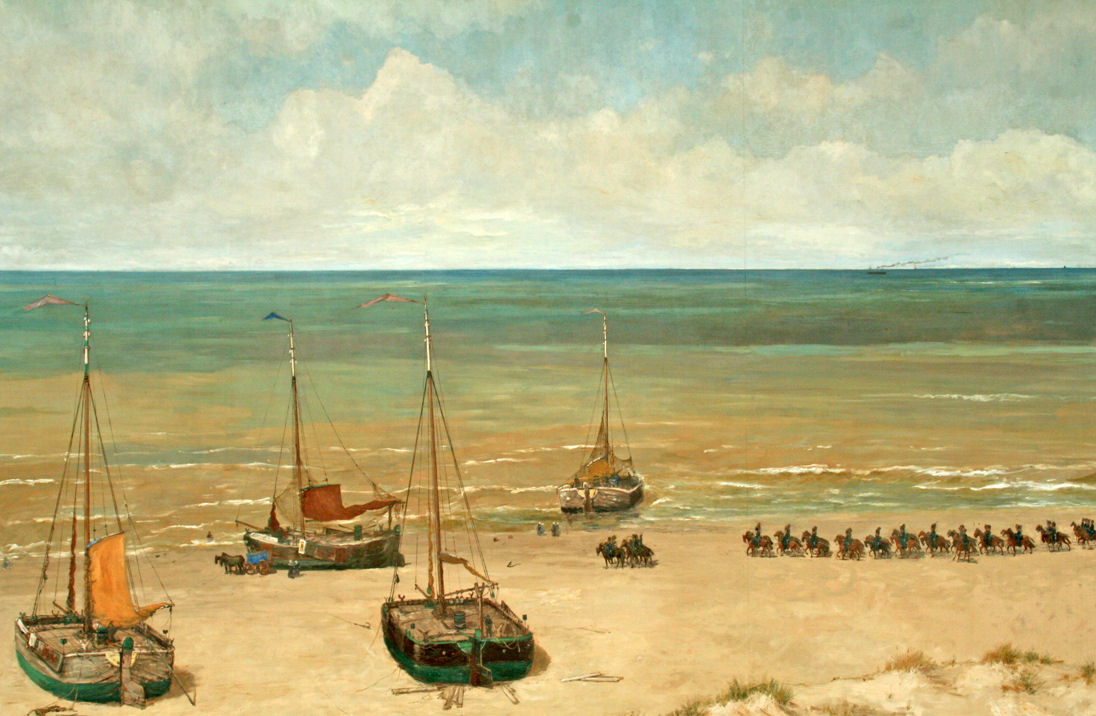
Detail des Gemäldes